# Йоргенсен, Себастиан
Себастиан Винтер Йёргенсен (дат. Sebastian Vinther Jørgensen; род. 8 июня 2000, Дания) — датский футболист, вингер клуба «Мальмё».

## Клубная карьера
Йоргенсен — воспитанник клубов ХА95 и «Силькеборг». 12 августа 2018 года в матче против «ХБ Кёге» он дебютировал в Первой лиге Дании в составе последних. 26 августа в поединке против «Нестведа» Себастиан забил свой первый гол за «Силькеборг». По итогам сезоне Йоргенсен помог клубу выйти в элиту. 15 декабря 2019 года в матче против «Люнгбю» он дебютировал в датской Суперлиге. 